# ダン・フォーゲルバーグ
ダン・フォーゲルバーグ（Dan Fogelberg、1951年8月13日 - 2007年12月16日）は、アメリカ合衆国イリノイ州出身のシンガーソングライター。叙情的な歌詞と温かみのある歌声で、1970年代から1980年代前半にかけて絶大な人気を博した。1980年代に日産・グロリアのCMソングに起用された「Longer」、「Same Old Lang Syne」（邦題は「懐かしき恋人の歌」。現実の体験に基づいている）、「Hard to Say」など、日本で親しまれている曲も多い。

## 来歴
ピオリア生まれ。両親は音楽家。少年時代からクラシックピアノを習う傍ら、スライドギターも独習し、高校時代はビートルズのコピーバンドも組んでいた。ピオリア市の母校ウッドラフ高では父親が音楽活動の傍ら教師を務めていた。この高校と代表曲「懐かしき恋人の歌 (Same Old Lang Syne)」に登場する食料品店とを結ぶ通りが後にフォーゲルバーグ・パークウェイと改名された。卒業後、大学で美術を学びながら、地元のコーヒー・ハウスなどで音楽活動を開始。ここで後に名マネージャーとして知られることになるアーヴィン・エイゾフと知り合い、彼とともにカリフォルニア州、次いでテネシー州ナッシュビルへと移る。同地でスタジオ・ミュージシャンとして、イーグルスなど同世代の数多くのミュージシャンと共演したことが、その後の彼の音楽性に大きな影響を与えることになる。
1972年に最初のアルバム『ホーム・フリー』を発表したが、セールスは振るわなかった。だが、2年後の1974年にイーグルスのギタリスト、ジョー・ウォルシュのプロデュースによって発表した2作目『アメリカの想い出』がヒットし、ミュージシャンとしての地歩を固める。その後も『囚われの天使』、『フェニックス』、『イノセント・エイジ』などのアルバムが商業的な成功を収めるとともに、その音楽的完成度の高さも注目を集めた。ジェイムス・テイラーなどの1960年代フォークを基盤としながらも、ギター、キーボード、コーラスなど全て一人でこなし、それらを多重録音によって表現するスタイルは、「一人CSN&Y」とも呼ばれた。
1980年代半ば以降は、社会的テーマを扱った『ウィンドウズ・アンド・ウォールズ』、ブルーグラスの影響を感じさせる『遥かなる心は絆 - ハイ・カントリー・スノウズ』などのアルバムを発表し、大ヒットには恵まれなかったものの着実な活動を続けた。
1984年発表のアルバム『ウィンドウズ・アンド・ウォールズ』には、実際のアリゾナで起こった事件を取り扱った「Tucson Arizona」が含まれるなど、難しい社会問題を作品にした曲も数多く作曲している。
2007年12月16日、数年間の闘病生活の後、前立腺癌によって死去。
イリノイ州では、誕生日であった8月13日をダン・フォーゲルバーグ・デーとすることが2015年に議会で決まった。

## ディスコグラフィ

### オリジナル・アルバム
- 『ホーム・フリー』 - Home Free (1972年)
- 『アメリカの想い出』 - Souvenirs (1974年)
- 『囚われの天使』 - Captured Angel (1975年)
- 『ネザー・ランド』 - Nether Lands (1977年)
- 『ツイン・サンズ・オブ・ディファレント・マザーズ』 - Twin Sons Of Different Mothers (1978年) ※ティム・ワイズバーグと連名
- 『フェニックス』 - Phoenix (1979年)
- 『イノセント・エイジ』 - The Innocent Age (1981年)
- 『ウィンドウズ・アンド・ウォールズ』 - Windows And Walls (1984年)
- 『遥かなる心は絆 - ハイ・カントリー・スノウズ』 - High Country Snows (1985年)
- 『エグザイルズ』 - Exiles (1987年)
- 『ワイルド・プレイセズ』 - The Wild Places (1990年)
- 『リヴァー・オブ・ソウルズ』 - River Of Souls (1993年)
- No Resemblance Whatsoever (1995年) ※ティム・ワイズバーグと連名
- 『ザ・ファースト・クリスマス・モーニング』 - The First Christmas Morning (1999年)
- Full Circle (2003年)
- Love in Time (2009年)

### ライブ・アルバム
- 『ライヴ - 西風の便り』 - Dan Fogelberg Live: Greetings from the West (1991年)
- Live: Something Old New Borrowed & Some Blues (2000年)
- Live at Carnegie Hall (2017年)

### コンピレーション・アルバム
- 『グレイテスト・ヒッツ』 - Greatest Hits (1982年)
- Love Songs (1995年)
- Portrait (1997年)
- Promises (1997年)
- 『スーパー・ヒッツ』 - Super Hits (1998年)
- 『ベリー・ベスト・ダン・フォーゲルバーグ』 - The Very Best of Dan Fogelberg (2001年)
- 『エッセンシャル・ダン・フォーゲルバーグ』 - The Essential Dan Fogelberg (2003年)
- 『プレイリスト:ヴェリー・ベスト・オブ・ダン・フォーゲルバーグ』 - Playlist:The Very Best of Dan Fogelberg (2012年)
- 『ディフィニティヴ・アンソロジー』 - The Definitive Anthology (2016年)